# 1999 en droit
Cet article présente les faits marquants de l'année 1999 en droit.

## Chronologie

### Juillet
- 1er juillet, Europe : création d'Europol.

### Novembre
- 15 novembre, France : adoption de la loi n° 99-944 relative au Pacte civil de solidarité (PACS).